# Castillo de la Torre Mocha (Naharros del Río)
El castillo de la Torre Mocha es un yacimiento arqueológico correspondiente a los restos de una fortificación de la Plena Edad Media actualmente en ruinas situada en las cercanías de la localidad de Naharros del Río, integrada dentro del municipio de Pelabravo, provincia de Salamanca, comunidad autónoma de Castilla y León.

## Ubicación
Se encuentra a una distancia de 8,9 km de Salamanca, a 4.5 km de Santa Marta de Tormes y a 1,5 km de Naharros del Río. Al yacimiento se accede por una carretera que sale de Santa Marta de Tormes hacia la urbanización de Nuevo Naharros. A la izquierda de dicha carretera, señalizada con un indicador a Naharros del Río, sale un camino que hay que coger hasta el final, donde aparecen los restos de la torre a la derecha del camino, en un lateral no cultivado de una parcela agrícola.

## Historia
Fue edificado por el Reino de León en los siglos XII-XIII como parte del sistema defensivo frente al Reino de Castilla, implantado desde las tierras altas del Esla en León, hasta más allá del Sistema Central, en el norte de la actual provincia de Cáceres. Fue ampliándose sucesivamente durante los 73 años de guerra continua con Castilla y como defensa frente a las sucesivas amenazas del nuevo Reino de Portugal y los Almohades, adquiriendo el sistema funciones de defensa en profundidad.
Este sistema de defensa, denominado como Sistema Territorial de Fortificaciones y de reciente caracterización, se define por estar constituido por un gran conjunto de recintos defensivos de nueva planta construidos ex profeso y planificados como un sistema desde su origen, con unas características tipológicas, cronológicas y tecnológicas muy concretas y homogéneas. El novedoso sistema de fortificaciones se basó en la construcción de recintos militares de planta castral o recintos ovoides, edificados mediante la técnica del tapial de calicanto o mampostería encofrada, construidos durante la separación de los Reinos de León y Castilla entre 1157 y 1230, bajo los reinados de Fernando II y Alfonso IX de León, y Alfonso VIII, Berenguela y Fernando III de Castilla.
Acabadas las contiendas con la unificación de los reinos de León y Castilla durante el reinado de Fernando III en 1230, las fortificaciones que quedan en desuso se abandonan e incluso se destruyen inhabilitando parte de sus elementos defensivos, aunque algunas se reutilizaron brevemente durante los conflictos durante las minorías de edad de Fernando IV y Alfonso XI.

## Arquitectura
Los restos arqueológicos hoy en día visibles se corresponden con una construcción militar tipo torre cuyos muros están formados por tapias o encofrados de calicanto, de los que actualmente quedan en pie dos lienzos, uno de 5,80 metros de longitud y otro de 3,70 metros, con una altura que no alcanza los 5 metros y una anchura máxima conservada de 1,10 metros. Aún se pueden observar las marcas de las tablas que formaban los cajones del encofrado y algunos de los mechinales de las agujas empleadas durante la construcción para sostenerlos y elevarlos, que atraviesan los muros de lado a lado, así como los restos de una barrera exterior que debió rodear la edificación principal.

## Estado actual
La conservación de los restos se encuentra oficialmente en ruina progresiva, con serio peligro de derrumbes, pese a lo cual jamás se ha intervenido ni con excavaciones arqueológicas, restauraciones o trabajos de consolidación en la edificación.
Los restos del castillo de la Torre Mocha son inequívocamente de un Bien de Interés Cultural, ya que con independencia de las declaraciones individuales que la administración pueda otorgar a un bien cultural, desde el año 1949 existe en España una declaración genérica que se extiende a todos los castillos. Esta protección genérica se amplió con posterioridad a otros tipos de bienes, a los que se hace referencia en la disposición adicional segunda de la ley actual vigente, Ley 16/1985 de 25 de junio del Patrimonio Histórico Español, que entró en vigor el 19 de julio de 1985, la cual indica que: 

Se consideran asimismo de interés cultural y quedan sometidos al régimen previsto en la presente ley los bienes a que se contraen los decretos de 22 de abril de 1949, 571/1963 y 499/1973.